# Birkir Bjarnason
Birkir Bjarnason (* 27. května 1988, Akureyri) je islandský fotbalový záložník a reprezentant, který v současnosti působí v klubu Aston Villa FC (k lednu 2017).

## Klubová kariéra
- Þór Akureyri (mládež)
- KA Akureyri (mládež)
- Viking FK 2006–2011
- →  FK Bodø/Glimt 2008 (hostování)
- Standard Lutych 2012
- Delfino Pescara 2012–2013
- Sampdoria Janov 2013–2014
- Delfino Pescara 2014–2015
- FC Basilej 2015–2017
- Aston Villa FC 2017–

## Reprezentační kariéra
Bjarnason hrál za islandské mládežnické reprezentační výběry U17, U19 a U21.
V A-mužstvu Islandu debutoval 29. 5. 2010 v přátelském utkání v Reykjavíku proti reprezentaci Andorry (výhra Islandu 4:0). Zúčastnil se kvalifikace na EURO 2016 ve Francii, z níž se islandský národní tým poprvé v historii probojoval na evropský šampionát.

### EURO 2016
Dvojice trenérů islandského národního týmu Lars Lagerbäck a Heimir Hallgrímsson jej zařadila do závěrečné 23členné nominace na EURO 2016 ve Francii. V prvním utkání Islandu na turnaji 14. června proti Portugalsku srovnával skóre na konečných 1:1, čímž se stal historicky prvním islandským střelcem gólu na Mistrovství Evropy. Na evropském šampionátu se islandské mužstvo probojovalo až do čtvrtfinále, kde podlehlo Francii 2:5 a na turnaji skončilo.